# NGC 5136
NGC 5136 é uma galáxia elíptica (E) localizada na direcção da constelação de Virgo. Possui uma declinação de +13° 44' 17" e uma ascensão recta de 13 horas, 24 minutos e 51,4 segundos.
A galáxia NGC 5136 foi descoberta em 12 de Abril de 1784 por William Herschel.